# Pico do Areeiro (Norte Grande)

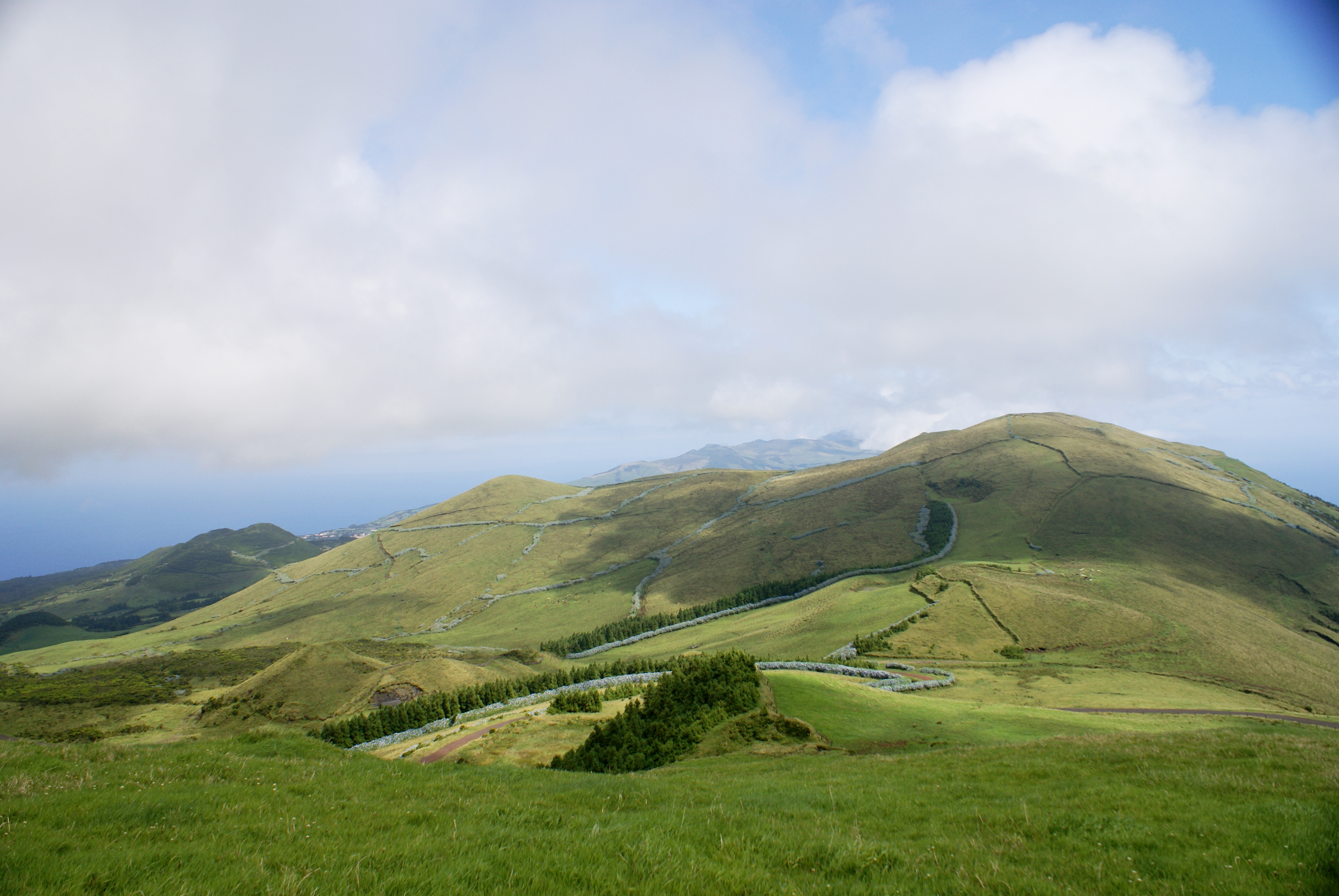
Pico do Areeiro, Norte Grande, Velas.

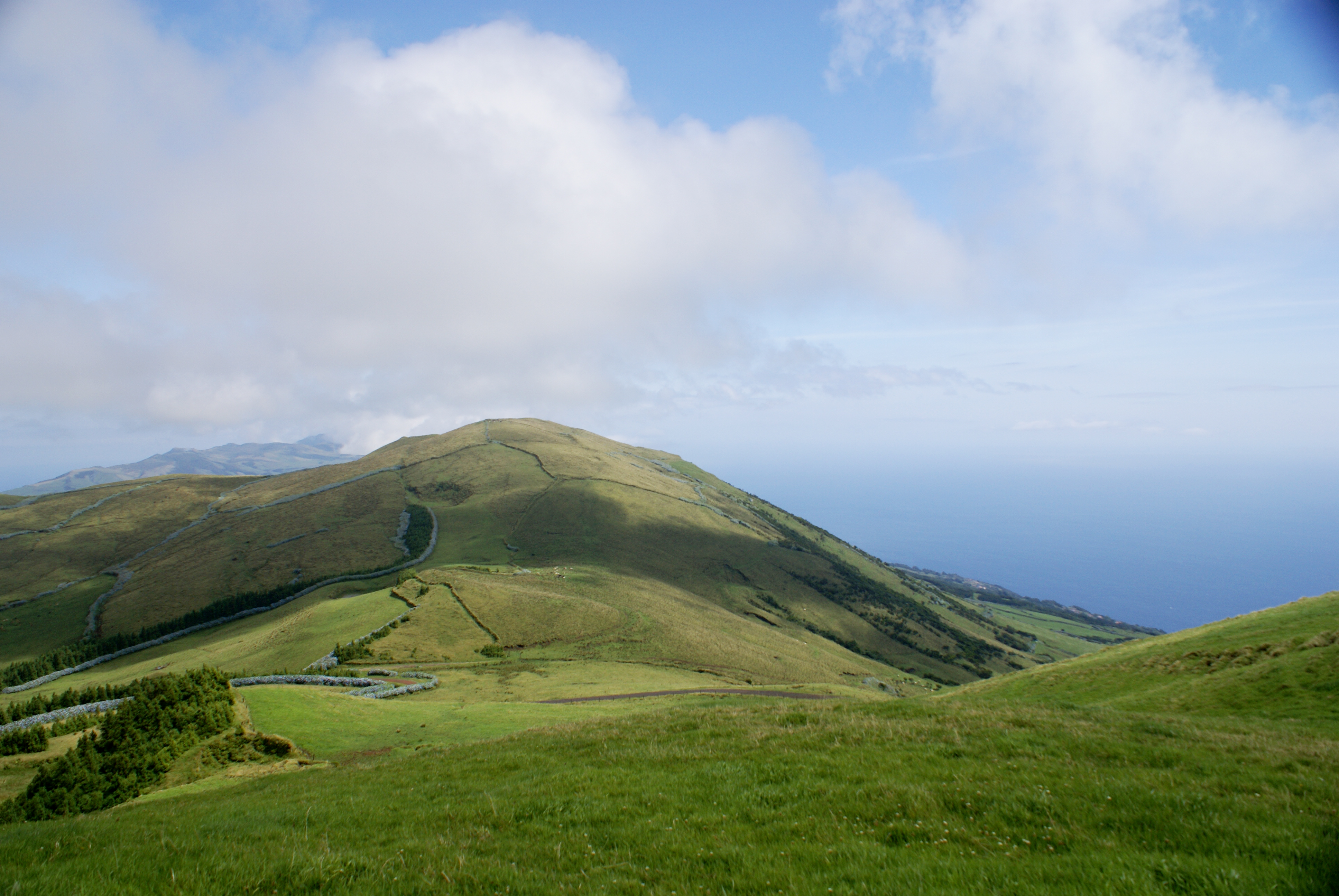
Paisagem vista do cimo do Pico do Areeiro.

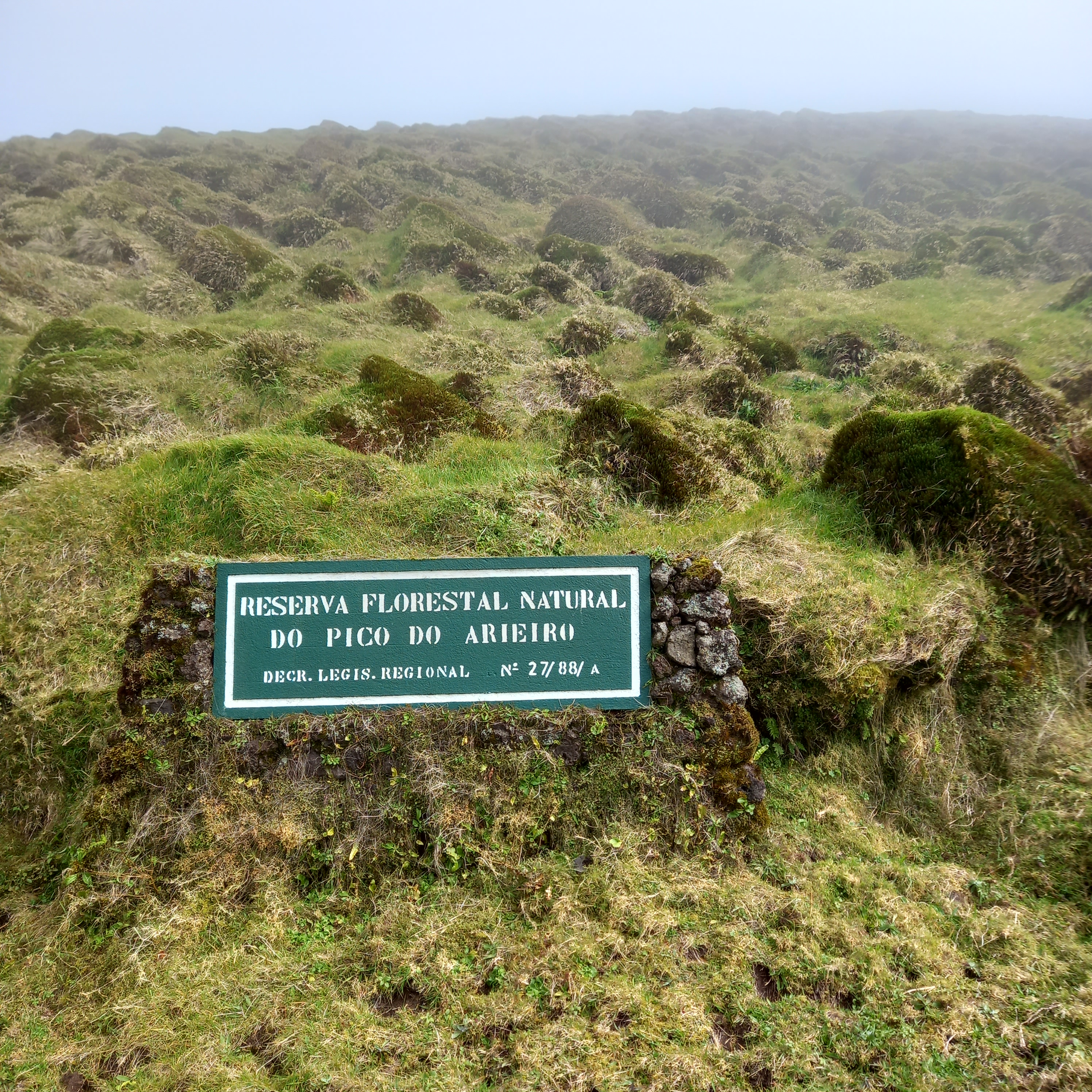
Reserva Florestal Natural do Pico do Areeiro

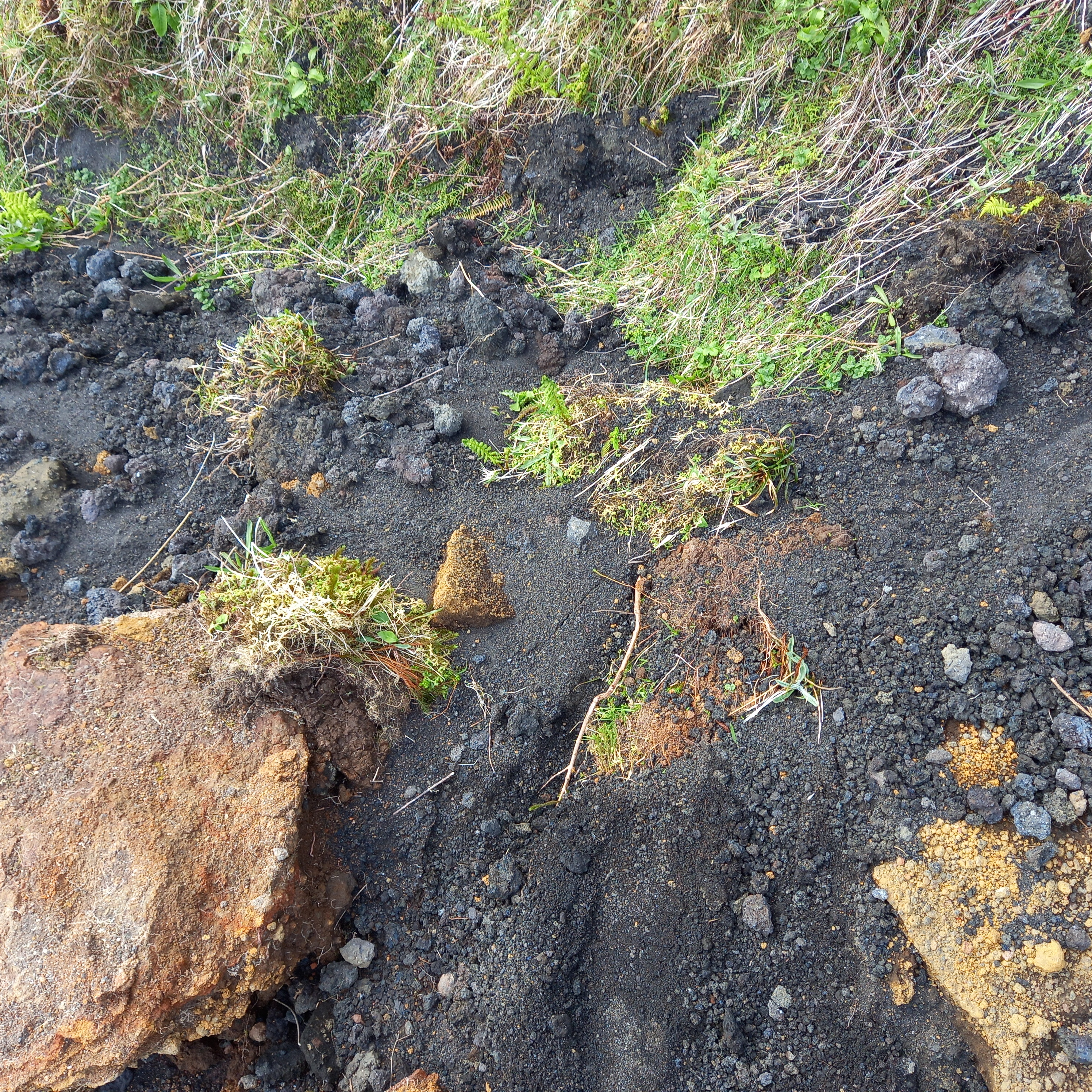
Rochas vulcânicas no Pico do Areeiro

O Pico do Areeiro é uma elevação portuguesa localizada na freguesia açoriana do Norte Grande, concelho da Velas, ilha de São Jorge, arquipélago dos Açores.
Este acidente geológico encontra-se geograficamente localizado próximo do Norte Grande e encontra-se intimamente relacionado com maciço montanhoso central da ilha de são Jorge do qual faz parte. Localiza-se entre a maior elevação da ilha de São Jorge, o Pico da Esperança e o Pico das Brenhas. Na área abrangida por esta formação encontra-se a Reserva Florestal Natural Parcial do Pico do Areeiro.
Esta formação geológica localizada a 958 metros de altitude acima do nível do mar apresenta escorrimento pluvial para a costa marítima e deve na sua formação geológica a um escorrimento lávico e piroclástico muito antigo. As principais ribeiras deste pico debitam as suas águas para a Fajã do Ouvidor e para a Fajã das Almas, a primeira na costa Norte da ilha e a segunda na costa Sul.